# Baley
Huyện Baley (tiếng Nga: ? райо́н) là một huyện hành chính tự quản (raion), của Vùng Zabaykalsky, Nga. Huyện có diện tích 41 km². Trung tâm của huyện đóng ở Baley.
Thành phố này có sân bay Baley.